# Scyllaea
Scyllaea is een geslacht van weekdieren uit de klasse van de Gastropoda (slakken).

## Soorten
- Scyllaea fulva Quoy & Gaimard, 1824
- Scyllaea pelagica Linnaeus, 1758